# Нью-Мексико
Нью-Ме́ксико (англ. New Mexico, американское произношение: [nuː ˈmeksɪkəʊ] (слушать)о файле; исп. Nuevo México, [ˈnweβo ˈmexiko] (слушать)о файле) — штат на юго-западе США, один из так называемых Горных штатов. Население — 2 085 287 человек (36-е место среди штатов; данные 2013 года). Столица — Санта-Фе, крупнейший город — Альбукерке. Другие крупные города — Лас-Крусес, Розуэлл, Фармингтон и Рио-Ранчо.
Официальный девиз штата — «Растёт на ходу» (лат. Crescit Eundo). Официальное прозвище — «Земля очарования» (англ. Land of Enchantment, исп. Tierra de Encanto).

## История
Окаменелые человеческие следы в национальном парке Уайт-Сандс датируются возрастом около 10 тысяч лет назад. Человеческие следы пересекаются следами мамонта Колумба и следами гигантского ленивца.

Распространение культур Анасази (предки пуэбло) и Могольон

До прихода европейцев на территории Нью-Мексико жили индейские племена, создавшие культуры Фолсом, Сандиа и Анасази. Ко времени прихода испанцев здесь жили индейцы апачи, команчи, навахо и пуэбло.
В 1536 году здесь появились испанцы Кабеса де Вака и Эстабанико. В конце 1530-х годов сюда в поисках легендарных золотых запасов Сиболы пришли миссионеры-францисканцы. В 1540—1542 годах здесь побывала экспедиция Франсиско Васкеса де Коронадо. В 1598 году испанские конкистадоры основали поселение Сан-Хуан-Пуэбло на реке Рио-Гранде. С 1605 года испанская провинция Новая Мексика с центром в Санта-Фе в составе вице-королевства Новая Испания. В 1609 году конкистадор Педро де Перальта построил поселение Санта-Фе у подножия гор Сангре-де-Кристо. В 1680 году индейцы пуэбло восстали против господства испанских пришельцев. В 1706 году на месте разрозненных поселений возник город Альбукерке.
В 1803 году Наполеон продал северную часть Нью-Мексико Соединённым штатам Америки. В 1821 году территория Нью-Мексико стала частью (провинцией) Мексиканской империи. Тогда же торговцы из южных штатов США проложили дорогу в Санта-Фе.

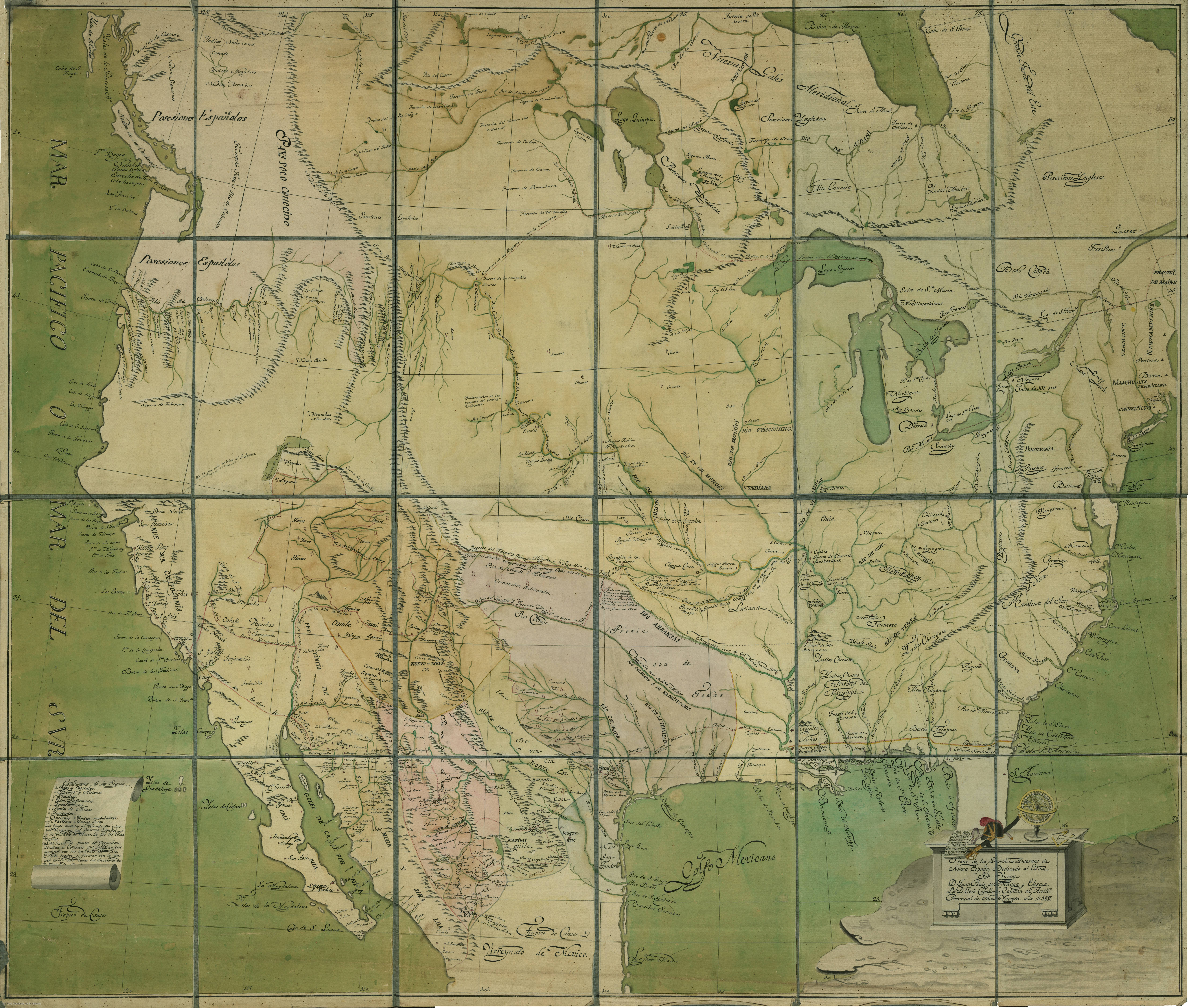
Провинция Нуэво Мексико на карте 1817 года

В 1841 году военными властями Республики Техас по инициативе её президента Мирабо Ламара была предпринята коммерческая и исследовательская экспедиция в Санта-Фе, целью которой являлось установление контроля над землями и природными богатствами северных районов Нью-Мексико. Из-за неважной подготовки, плохого знания местности и нападений индейцев она закончилась провалом, а её выжившие участники были окружены мексиканской армией, схвачены и заключены в форте Сан-Карлос в Пероте в штате Веракрус.
В 1846 году в ходе войны США с Мексикой территория Нью-Мексико была занята американскими войсками под командованием генерала Стивена Кирни, который провозгласил её присоединение к США. В течение нескольких месяцев на данной территории продолжалось сильное брожение местного населения, глава назначенного американцами временного правительства территории был убит. Аннексия Соединёнными Штатами территории Нью-Мексико была подтверждена американо-мексиканским мирным договором, заключённым 2 февраля 1848 года в городе Гвадалупе-Идальго после поражения Мексики в войне.
В 1850 году в результате так называемого «Компромисса 1850» была образована Территория Нью-Мексико. Впоследствии она была расширена за счёт Мексики в 1853 году в результате «Покупки Гадсдена». Окончательные границы Нью-Мексико были установлены в 1863 году.
В начале Гражданской войны большая часть Территории Нью-Мексико была под контролем южан, но после победы армии Союза в битве на перевале Глориета в марте 1862 года власть здесь перешла к северянам.
6 января 1912 года Нью-Мексико стал 47-м по счёту штатом США.
Во время Второй мировой войны в национальной лаборатории в Лос-Аламосе создавалось ядерное оружие. Нью-Мексико стал также полигоном для испытания ядерного оружия — 16 июля 1945 года в пустыне под Аламогордо было проведено первое испытание атомной бомбы.

## География

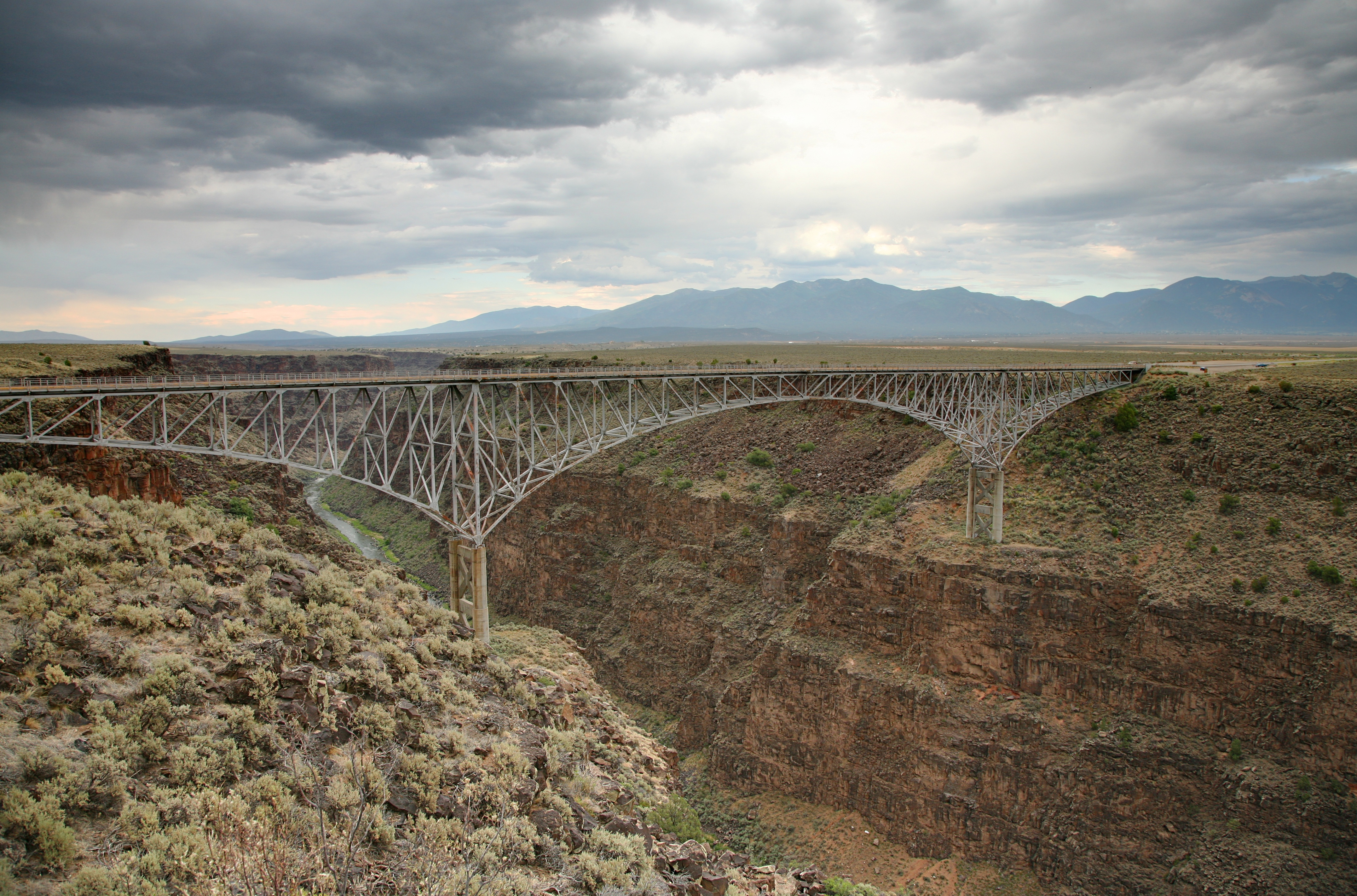
Мост через ущелье Рио-Гранде

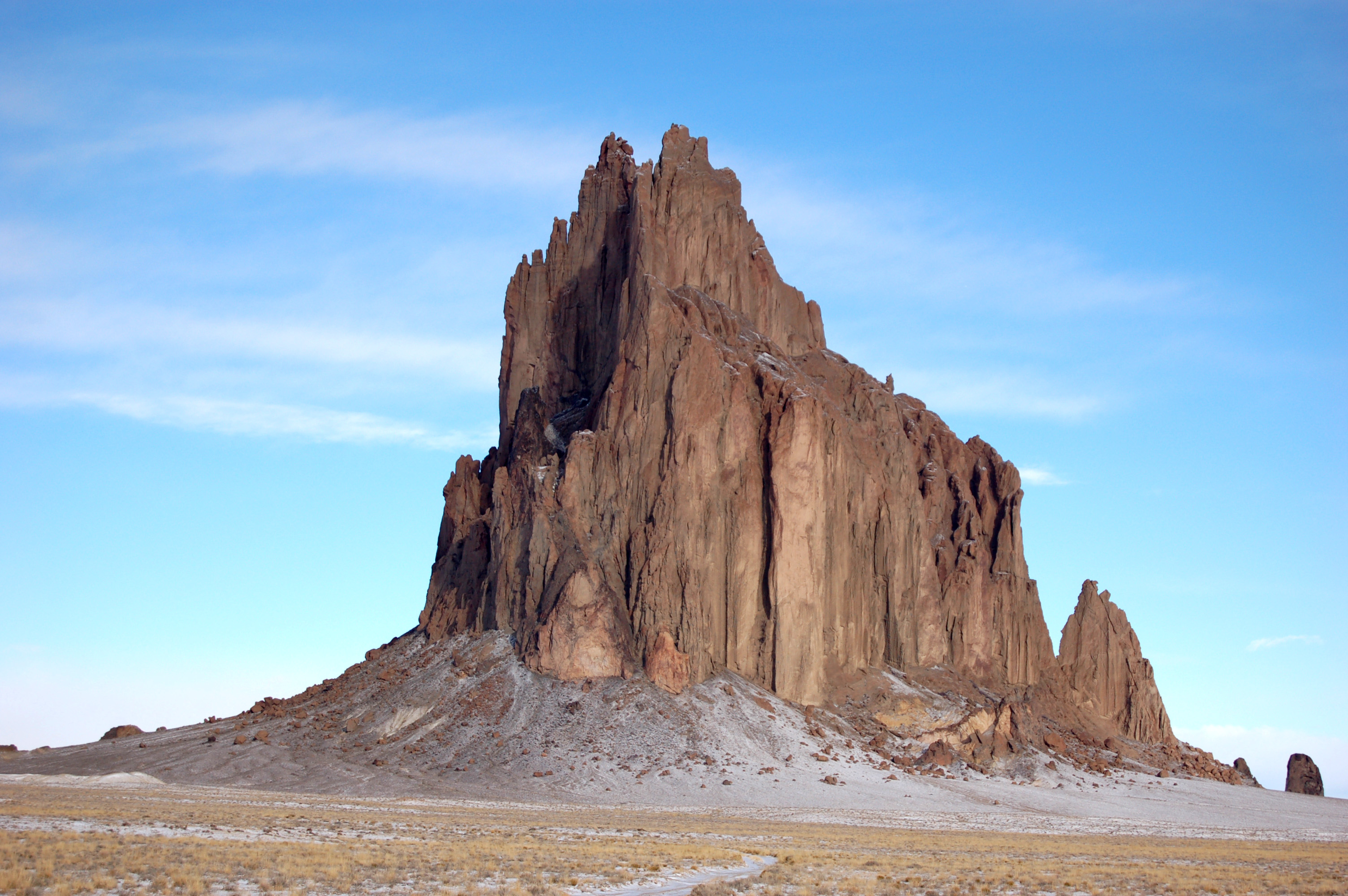
Обнажение пород в Нью-Мексико

Общая площадь Нью-Мексико составляет 315 194 км² (121 589 кв. миль, 5-е место среди штатов страны), причём почти вся эта площадь занята сушей. Площадь водной поверхности — 606 км² (234 кв. мили, 0,19 % территории).
На севере Нью-Мексико граничит с Колорадо, граница проходит по 37-й параллели северной широты. На востоке — с Оклахомой по меридиану 103° западной долготы и Техасом, на юге — с Техасом и мексиканскими штатами Чиуауа и Сонора, на западе — с Аризоной по долготе 109°03' западной долготы.
В точке, где сходятся северная и западная границы штата, находится пересечение границ четырёх штатов (Нью-Мексико, Колорадо, Аризоны и Юты). Границы каждого штата образуют прямой угол, эта примечательная точка носит название «Четыре Угла» (англ. Four Corners). На ней установлен памятный знак; туристы часто развлекаются, ставя руки и ноги в четырёх разных штатах.
Ландшафт штата разнообразен — от широких пустынь и изрезанных лавовых полей до высоких снежных горных пиков. Через центральную часть штата проходят хребты Скалистых гор — Сан-Хуан и Сангре-де-Кристо. На западе расположено плато Колорадо, на востоке — Великие равнины и плато Ллано-Эстакадо. Главные реки штата — Рио-Гранде и её приток Пекос. Обе частями текут в глубоких ущельях.
Растительность и животный мир разнообразны. Северная часть штата, несмотря на засушливость, покрыта обширными лесами, а южная представлена степной и пустынной флорой и фауной.
Природа штата не похожа на природу своих соседей. Нью-Мексико не настолько равнинный, как Техас, не настолько горный, как Колорадо, и имеет довольно различную с Аризоной флору, фауну и климат. К примеру, в Нью-Мексико не произрастают знаменитые кактусы типа Карнегия, и в целом климат прохладнее (особенно зимой).
На территории штата обширные площади имеют охраняемый природный режим.
- Национальные леса США:
  - Карсон;
  - Сибола;
  - Линкольн;
  - Санта-Фе;
  - Гила;
- Парк дикой природы Гила.
- Национальные парки США:
  - Карслбадские пещеры;
  - Культуры Чако;
  - Пекос;
  - Региональный парк Элефант-Бьютт.
- Национальные памятники природы и истории:

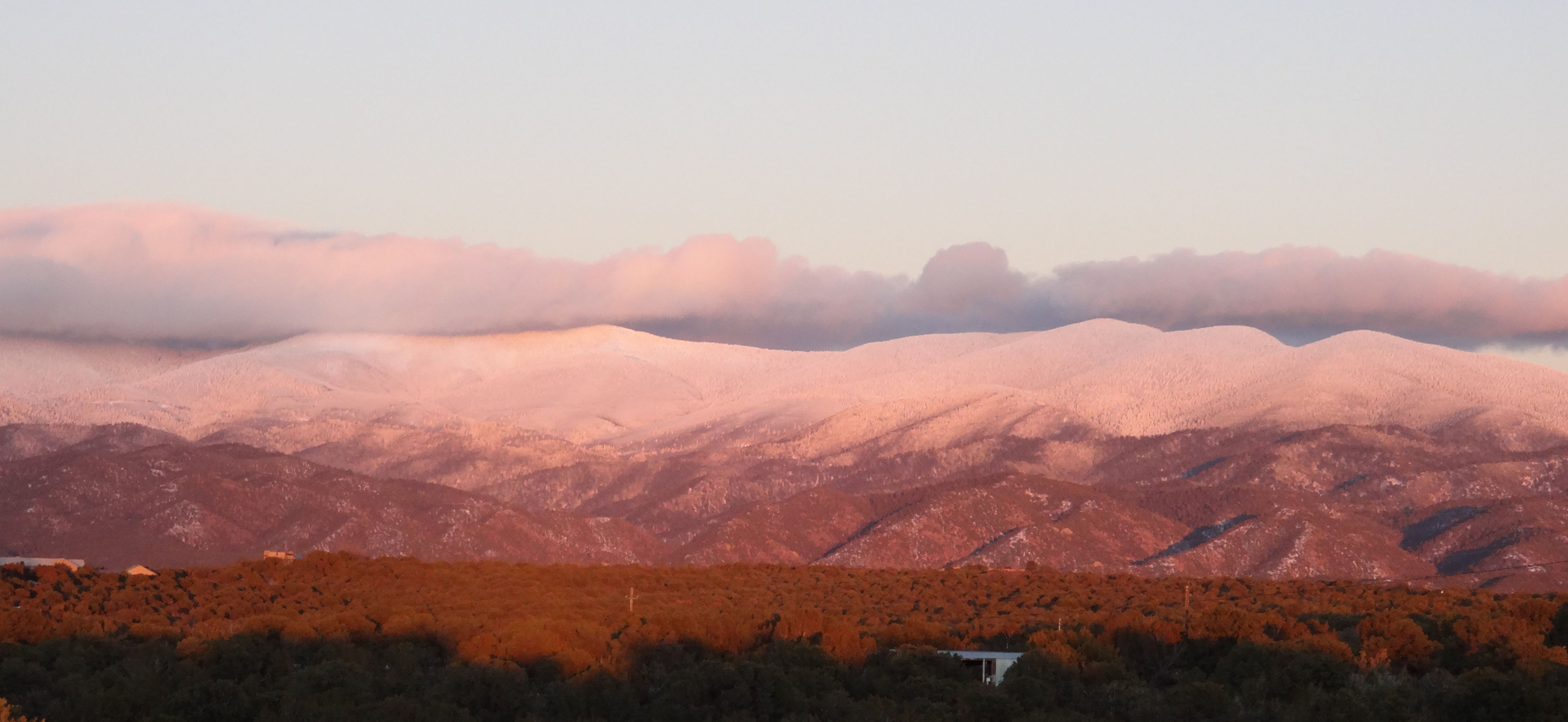
Горы Нью-Мексико

  - Ацтекские руины;
  - Бандельер;
  - Вулкан Капулин;
  - Эль-Мальпаис;
  - Эль-Морро;
  - Форт-Юнион;
  - Скальные жилища в долине Хила;
  - Петроглиф;
  - Салинас-Пуэбло;
  - Уайт-Сэндз;
  - Капилен;
  - Рио-Гранде-дель-Норте.

### Города
Нью-Мексико — малонаселённый штат. Крупные поселения, а тем более города, здесь встречаются довольно редко. Крупнейшим городом штата и его экономической столицей является город Альбукерке. В его агломерацию, при грубом подсчёте, часто включают столицу штата — Санта-Фе, тем самым образуя крупный конгломерат (свыше 1 млн чел.). Второй по величине — город Лас-Крусес (около 100 тыс. чел.). Крупными также являются города Розуэлл, Фармингтон, Кловис, Галлап и другие.

### Климат
Климат Нью-Мексико — аридный и семиаридный. Средний годовой уровень осадков — около 350 мм. Среднегодовые температуры меняются от 18 °С на юго-востоке до менее чем 4 °С в горах на севере штата. Лето характеризуется довольно высокими температурами. Средний максимум июля меняется от 36 °С на небольшой высоте до 26 °С в более высоких областях.

## Население

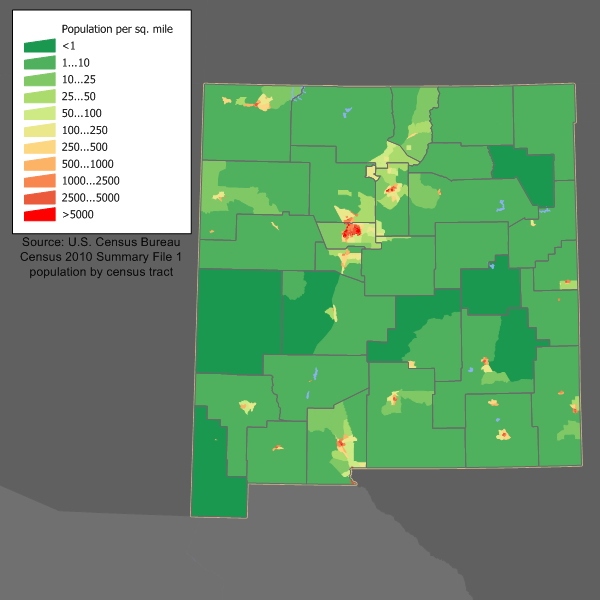
Плотность населения

По данным Бюро переписи населения США на 1 июля 2011 года население Нью-Мексико составляло 2 082 244 человека; прирост по сравнению с показателем переписи 2010 года составил 1,12 %.
Дети в возрасте до 5 лет составляют 7,5 % населения; лица старше 65 лет — 13,1 %. Доля женщин в населении Нью-Мексико — 50,7 %. На 2000 год 8,2 % населения штата родились за пределами США.
Расовый состав штата:
- белые (70,1 %),
- афроамериканцы (2,2 %),
- коренные американцы (9,3 %),
- азиаты (1,4 %),
- гавайцы и океанийцы (0,1 %),
- другие расы (14 %),
- представители двух и более рас (3 %).

Штат отличается большой долей лиц латиноамериканского происхождения (44,5 %), большинство из которых родились в Нью-Мексико и являются потомками испанских поселенцев XVI—XVIII веков. Около 17 % латиноамериканцев штата родились за пределами США.
Доля коренных американцев в процентном отношении является второй по величине среди штатов страны после Аляски.

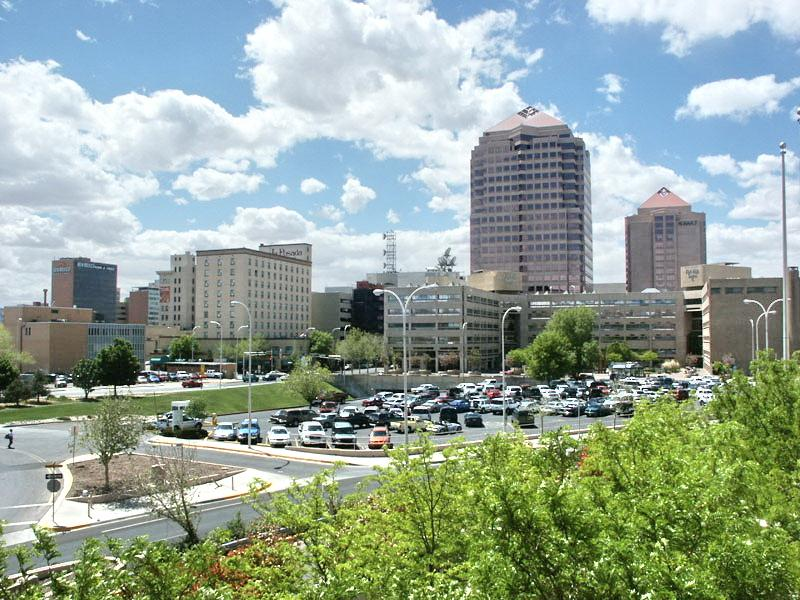
Экономический центр Альбукерке

Около 63,96 % населения Нью-Мексико говорят дома на английском; 28,8 % — на испанском; 3,5 % — на навахо.
Крупнейшие города: Альбукерке (546 тыс. чел.), Лас-Крусес (97,6 тыс. чел.), Рио-Ранчо (87,5 тыс. чел.) и Санта-Фе (75,7 тыс. чел).

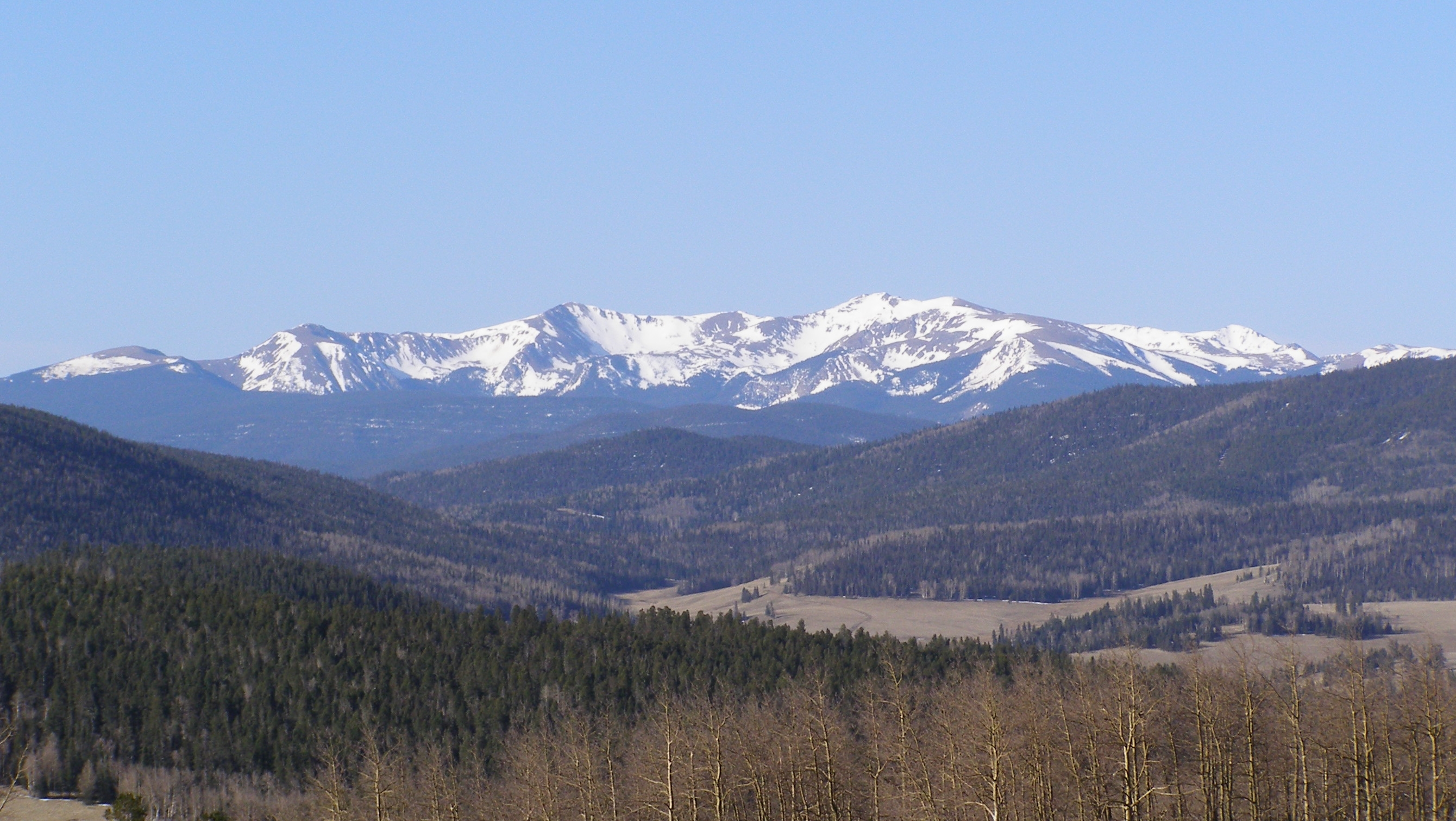
Уилер-Пик — самая высокая точка штата Нью-Мексико.

Динамика численности населения:
| Год  | Численность, чел. |
| ---- | ----------------- |
| 1950 | 681 187           |
| 1960 | 951 023           |
| 1970 | 1 017 055         |
| 1980 | 1 303 302         |
| 1990 | 1 515 069         |
| 2000 | 1 819 046         |
| 2010 | 2 059 179         |

## Административное устройство
Территория штата разделена на 33 округа (см. список округов Нью-Мексико).

## Экономика
По данным Бюро экономического анализа, в 2003 году ВВП штата составил 57 млрд долларов. Здесь имеются предприятия сельского хозяйства, развита ирригация. Значительна роль туризма и сферы обслуживания. Нью-Мексико — отличное место для ведения малого бизнеса.

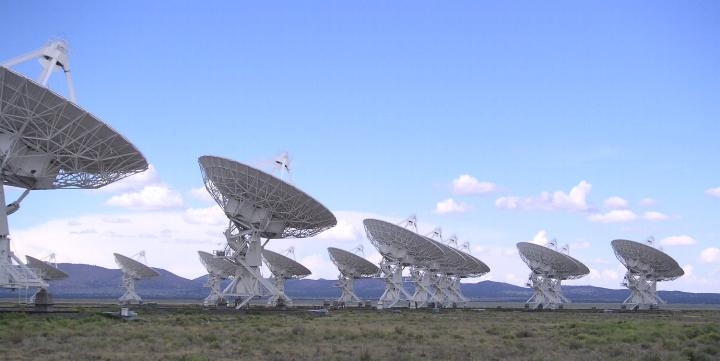
VLA в Сокорро

С XIX века Нью-Мексико является угольно-промышленным центром. Добыча ведётся в районе Гэллапа. Также имеются нефтяные и газовые месторождения, однако их разработка ведётся слабо, так как эти месторождения неприоритетные и являются запасными в США.
Также Нью-Мексико является штатом лабораторий, в том числе и секретных (разработка Манхэттенского проекта происходила в лаборатории Лос-Аламоса), тем самым привлекая множество высококвалифицированных учёных и докторов наук (СНЛ, ЛАНЛ и других).
Нью-Мексико, благодаря благоприятному астроклимату имеет множество станций по изучению космоса, спутниковых антенн, радиотелескопов, а также антенны, способные отправлять послания внеземным цивилизациям. Знаменитый космопорт Америка расположен здесь.
По статистике — Нью-Мексико один из беднейших штатов США (47-й по ВВП на душу населения). Во многом это следствие проживания в штате большого количества индейцев, фермеров, некоторого количества иммигрантов, в том числе и нелегальных из Мексики, вносящих отрицательную лепту в статистику. К тому же, цены в Нью-Мексико — одни из самых низких в США. Цены на недвижимость тоже ниже среднеамериканских.

## Достопримечательности
В штате Нью-Мексико находится памятник Всемирного наследия ЮНЕСКО Таос-Пуэбло — индейское поселение, где на протяжении почти 1000 лет люди живут в одних и тех же глинобитных многоэтажных домах.

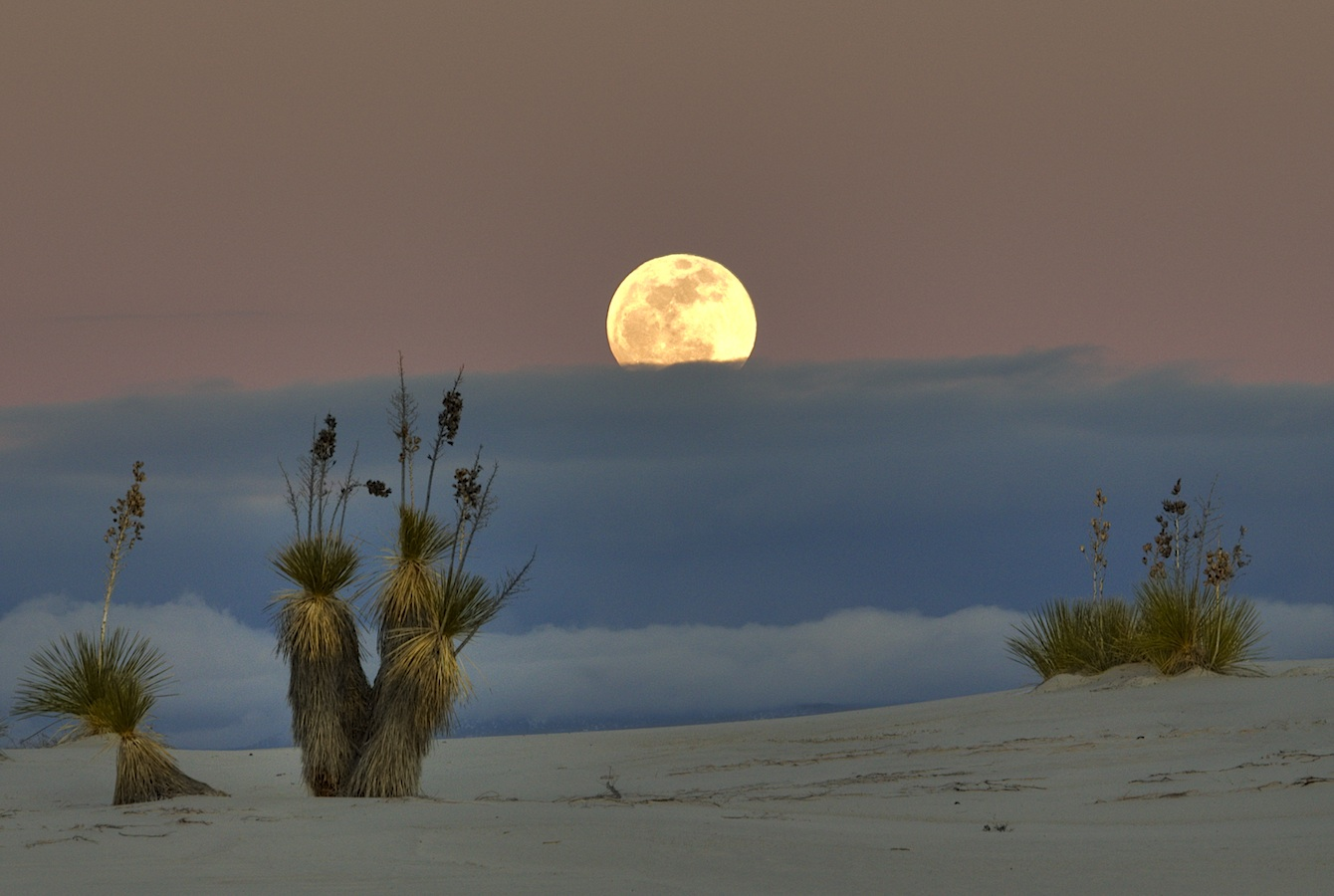
Уайт-Сандс

Национальный монумент «Уайт-Сандс» — пустыня с белоснежным, местами бесцветным песком, одно из удивительнейших природных явлений.
Карлсбадские пещеры — всемирное наследие ЮНЕСКО, уникальные пещеры, для которых характерно разнообразие и высокий эстетичный вид минеральных образований.
Национальный исторический парк Чако — археологический район, один из главнейших в Северной Америке. Является всемирным наследием ЮНЕСКО.
Старый город в Альбукерке и Санта-Фе.
Национальный монумент Петроглиф — сотни археологических памятников и около 25 000 изображений на камнях, вырезанных как индейцами, так и ранними испанскими поселенцами.

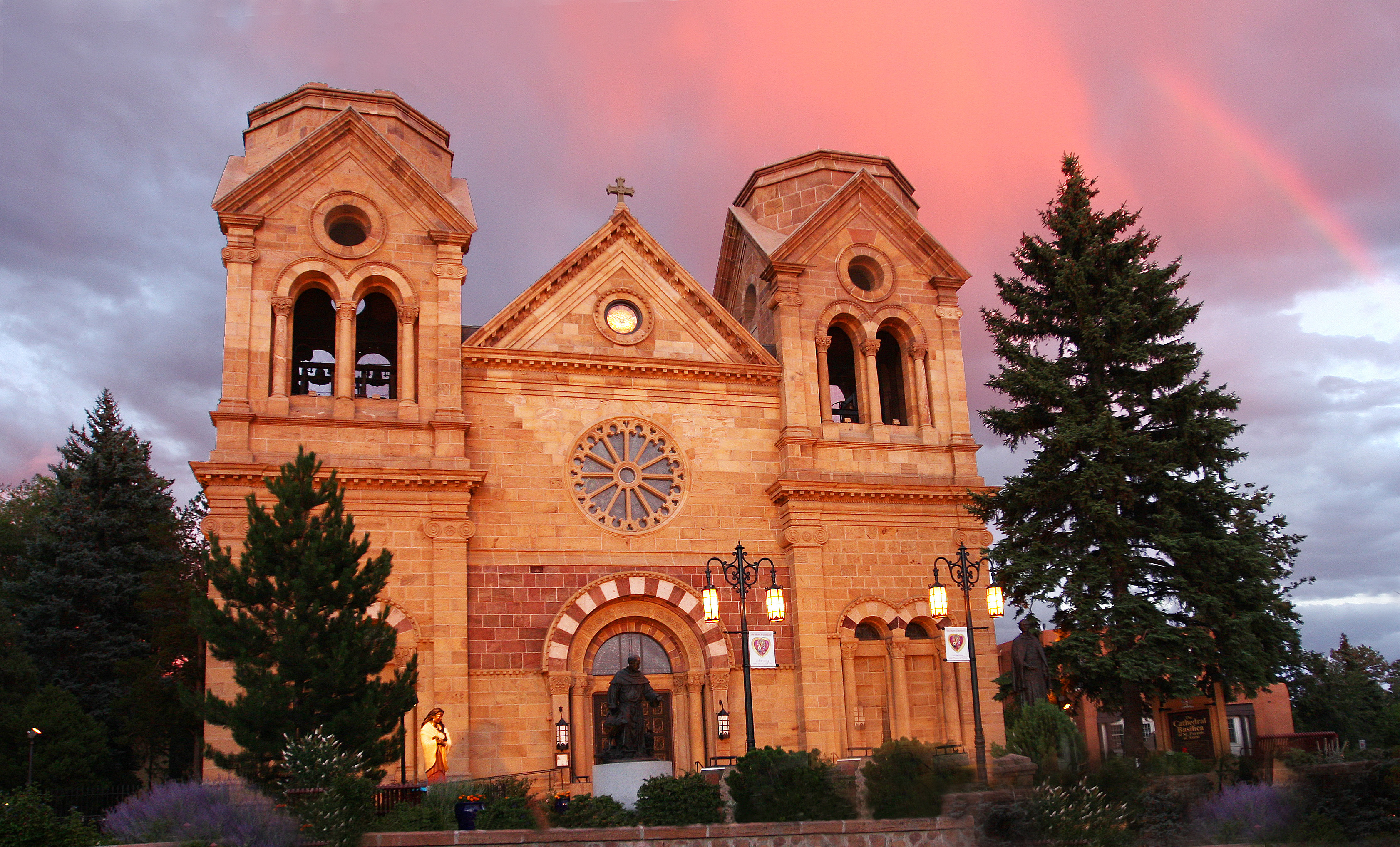
Собор Святого Франциска Ассизского в Санта-Фе

Ботанический сад, зоопарк и множество музеев Альбукерке и Санта-Фе.
U.S. Route 66 — (в разговорной речи также известно как «Главная улица Америки» или «Мать Дорог») — одно из первых шоссе в системе шоссе США. Проходит через многие города, в том числе Альбукерке. На улице расположено множество ресторанов, сувенирных лавок и пабов.
Скальные жилища в долине Хила — национальный памятник США в пустыне Хила на юго-западе штата. Туристы могут добраться до жилищ по федеральной трассе 180, из Силвер-Сити. Памятник был объявлен Национальным монументом указом президента Теодора Рузвельта от 16 ноября 1907 года.

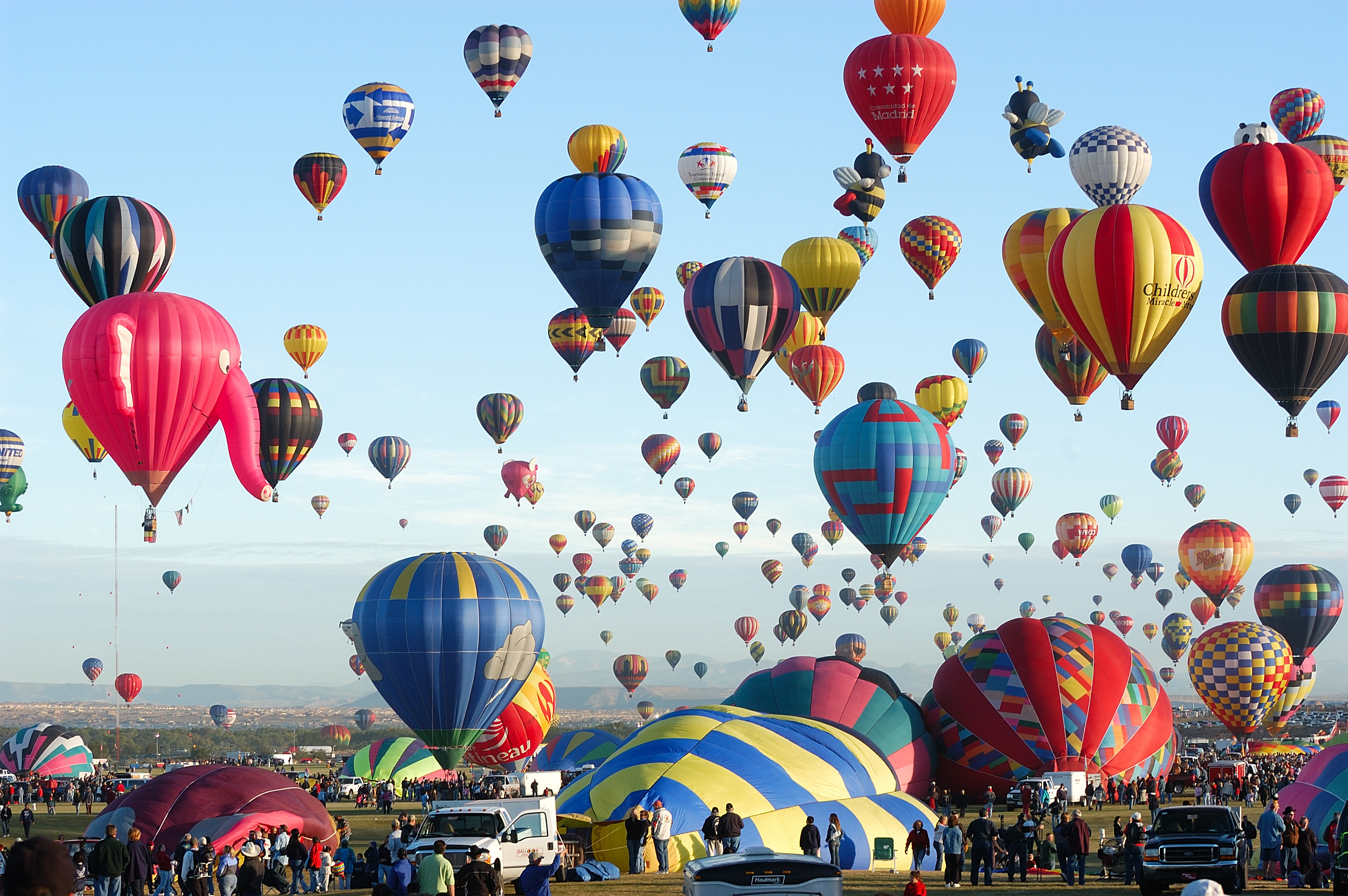
Фестиваль воздушных шаров в Альбукерке

Розуэлльский музей НЛО, посвящённый так называемому Розуэлльскому инциденту. Город притягивает сотни уфологов со всего мира, как единственное место в мире, где контакт с пришельцами был столь близок.
Фестиваль воздушных шаров в Альбукерке, цель путешествия многих американцев и приезжих из других стран. Несколько тысяч воздушных шаров поднимаются в небо во время фестиваля. В городе проходит множество уличных развлекательных мероприятий, концертов.
Канатная дорога в Альбукерке — самая длинная в США. Она ведёт от подножия горы Сандия на её вершину.